# Afrički socijalizam
Afrički socijalizam je politička ideologija koja je usmjerena diobi resursa na "tradicionalni" afrički način.
Nije suprotan kapitalizmu, niti odgovor na njega. Bio je utjecajan tijekom 50-ih i 60-ih godina 20. stoljeća kada su nezavisnost sticale zemlje "crne" Afrike. Novoizabrani afrički režimi nisu mogl svojatati pobjedu nad Europljanima ako su koristili isti ekonomski sustav.
Zagovornici afričkog socijalizma su vođe država poput: Zambije, Zimbabvea, Malija, Mozambika, Tanzanije, Senegala, Gane, Gvineje Bisau i sličnih.